# ワッタラ
ワッタラ（シンハラ語: වත්තල, タミル語: வத்தளை, 英語: Wattala）は、スリランカ西部州ガンパハ県の地区。コロンボ郊外、コロンボからニゴンボへと至るA3ハイウェイ沿いに位置する。ケラニ川の河口に位置し、川の対岸がコロンボ県である。また、沿岸部のため、海水浴場もある。

## 概要
漁師からホワイトカラーまで、様々な職種の人々が生活している。また、キリスト教会や仏教寺院、ヒンドゥー教寺院、イスラム教のモスクなどの宗教施設や、私立を含む数多くの学校も位置する。
宗教面ではローマ・カトリックが多数派を占めるが、多くの宗教が平和的に共存している。また、タミル人やイスラム教徒も一定割合生活しているが、比較的治安が良い。
また、この地区からは多くの人々が海外へ出稼ぎへ出ている。彼らは海外から収入をこの地区の住民へ送金し、それによって新しいトレンドも生まれている。